# Cespedosa de Tormes
Cespedosa de Tormes település Spanyolországban, Salamanca tartományban. Cespedosa de Tormes Guijuelo, Aldeavieja de Tormes, Salvatierra de Tormes, La Tala, Narrillos del Álamo, Puente del Congosto, Santibáñez de Béjar és Guijo de Ávila községekkel határos. Lakosainak száma 496 fő (2024).

## Népesség
A település népessége az elmúlt években az alábbi módon változott:
| Lakosok száma | 658  | 589  | 585  | 579  | 573  | 544  | 508  | 495  | 509  | 496  |
|               | 2001 | 2004 | 2007 | 2009 | 2012 | 2014 | 2017 | 2019 | 2022 | 2024 |